# Erkensruhrtal mit Nebenbächen und Felsen am Oberseeufer
Das Naturschutzgebiet Erkensruhrtal mit Nebenbächen und Felsen am Oberseeufer liegt im Gemeindegebiet Simmerath an dem Bach Erkensruhr, beginnend bei Hirschrott und endet mit der Einmündung südlich von Einruhr in den Obersee der Rurtalsperre. Auf beiden Seiten des Tals ist der Nationalpark Eifel.

## Schutzzweck
Geschützt werden sollen die Lebensräume für viele nach der Roten Liste der gefährdete Pflanzen, Pilze und Tiere in NRW. Das Gebiet dient vorrangig der Erhaltung eines naturnahen Fließgewässerabschnitts als Lebensraum für bedrohte Pflanzen- und Tierarten und der Erhaltung und Entwicklung natürlicher Lebensräume gemäß Anhang I FFH-Richtlinie: Neuntöter,  Diese Biotoptypen sind in diesem Gebiet anzutreffen: Nass- und Feuchtgrünland, naturnahe unverbaute Bachabschnitte, an der Oberfläche anstehende Felsen. 